# Mickey Sumner
Brigitte Michael Sumner, detta Mickey (Londra, 19 gennaio 1984), è un'attrice britannica.

## Biografia
Brigitte Michael Sumner, detta Mickey, nasce al Portland Hospital di Londra ed è figlia del cantante Sting (Gordon Matthew Thomas Sumner) e dell'attrice Trudie Styler. Mickey ha cinque fratelli, tra cui i musicisti Joe ed Eliot. Ha studiato alla Parsons School of Design di New York.
Sumner inizia la sua carriera di attrice nel 2006, con alcuni ruoli in una serie di cortometraggi. Nel 2011 ottiene il ruolo di Francesca nella serie televisiva I Borgia. Mickey ottiene maggiore visibilità nel 2012, interpretando Sophie Levee, nel film Frances Ha, mentre, nel 2013, interpreta Patti Smith nel film CBGB. Nell'aprile 2013 fa il suo debutto ufficiale off-Broadway, con Carol Kane, in The Lying Lesson dell'Atlantic Theater Company. Inoltre Mickey interpreta Katia nella serie AMC Low Winter Sun e recita in vari film, tra cui Half the Perfect World, Anesthesia e il film indipendente The Mend.
Dal 2020 interpreta Bess Till nella serie televisiva Snowpiercer.

## Vita privata
Mickey si fidanza con Chris Kantrowitz a giugno 2016, per poi sposarsi a luglio 2017 in Toscana. La coppia ha un figlio, Akira Rogue Kantrowitz, nato il 31 dicembre 2016.

## Filmografia

### Cinema
- Missed Connections, regia di Martin Snyder (2012)
- Frances Ha, regia di Noah Baumbach (2012)
- Imogene - Le disavventure di una newyorkese (Girl Most Likely), regia di Shari Springer Berman e Robert Pulcini (2012)
- CBGB, regia di Randall Miller (2013)
- The Mend, regia di John Magary (2014)
- The End of the Tour - Un viaggio con David Foster Wallace (The End of the Tour), regia di James Ponsoldt (2014)
- Anesthesia, regia di Tim Blake Nelson (2015)
- This is Happening, regia di Ryan Jaffe (2015)
- Mistress America, regia di Noah Baumbach (2015)
- Half the Perfect World, regia di Cynthia Fredette (2016)
- All at Once, regia di Jon Abrahams (2016)
- Caught, regia di Jamie Patterson (2017)
- Freak Show, regia di Trudie Styler (2017)
- La battaglia dei sessi (Battle of the Sexes), regia di Jonathan Dayton e Valerie Faris (2017)
- The Meyerowitz Stories, regia di Noah Baumbach (2017)
- Barry Seal - Una storia americana (American Made), regia di Doug Liman (2017)
- Storia di un matrimonio (Marriage Story), regia di Noah Baumbach (2019)
- Now Is Everything, regia di Valentina De Amicis e Riccardo Spinotti (2019)
- A Mistake, regia di Christine Jeffs (2024)

### Televisione
- I Borgia (The Borgias) – serie TV, 4 episodi (2011)
- Low Winter Sun – serie TV, 6 episodi (2013)
- Snowpiercer – serie TV (2020-2024)

## Doppiatrici italiane
Nelle versioni in italiano delle opere in cui ha recitato, Mickey Sumner è stata doppiata da:
- Perla Liberatori in The End of the Tour - Un viaggio con David Foster Wallace, A Mistake
- Gea Riva ne I Borgia
- Valentina Mari in Frances Ha
- Francesca Fiorentini in Low Winter Sun
- Camilla Gallo in Anesthesia
- Isabella Benassi in Snowpiercer